# Ants Laikmaa
Ants Laikmaa, estonski slikar, * 5. maj 1866, kmetija Paiba, Araste, župnija Märjamaa, Ruski imperij (zdaj Estonija), † 19. november 1942, Kadarpiku, Sovjetska zveza (zdaj Estonija).

## Življenje
Ants Laikmaa (do leta 1935 Hans Laipman) se je rodil na kmetiji Paiba v vasi Araste v župniji Märjamaa. Bil je 13. otrok revne estonske družine. Šole je obiskoval v Veliseju, Haapsaluju in Lihuli. Ko je bil še otrok, mu je umrla mati. Laikmaa je zgodaj odkril zanimanje za slikanje. Študiral je od 1891 do 1893 in 1896/97 na umetniški akademiji v Düsseldorfu. Od leta 1897 do 1899 je delal v Düsseldorfu. Povezan je z düsseldorfsko slikarsko šolo. Jeseni 1899 se je vrnil v Talin. Od leta 1900 do 1907 je Laikmaa delal kot umetnik v Talinu in Haapsaluju. Študij ga je vodil v Belgijo, Francijo, Avstrijo, Finsko in Nizozemsko. Leta 1901 je organiziral prvo estonsko umetniško razstavo v Talinu, leta 1906 pa je sledila prva umetniška razstava v Tartuju. 1903 je v Talinu ustanovil studio. 1907 je ustanovil Estonsko umetniško združenje (Eesti Kunstiselts).
Leta 1904 je 38-letni Laikmaa srečal veliko ljubezen svojega življenja, 21-letno Marie Under, eno najbolj znanih pesnic tistega časa. Istega leta je naslikal dva njena portreta, ki veljata za najbolj znani Laikmaanovi sliki. Od 1907 do 1909 je bil predvsem na Finskem. 1909 do 1913 je potoval po večjih umetniških mestih v Evropi. Od 1910 do 1912 je živel na Capriju in v Tuniziji. Od leta 1913 do 1931 je Laikmaa delal kot svobodni umetnik in učitelj umetnosti v Talinu. Med njegovimi učenci je bil tudi mladi Alfred Rosenberg. 1927 se je rodila njegova edina hči Aino Marie (kasneje Anu Kilpiö, umrla 1969), otrok njegovega modela z vzdevkom Miku. Leta 1932 se je Laikmaa naselil v bližini Taebla v okraju Lääne, na svoji kmetiji v vasi Kadarpiku, zasnovanem s 7 ha velikim parkom, kjer je ostal in delal do konca svojega življenja. Ants Laikmaa je umrl novembra 1942 v Kadarpikuju, kjer je tudi pokopan. Laikmaa je vse življenje ostal neporočen. Njegovo kmetijo so leta 1960 odprli kot muzej njegovega življenja in dela.

## Delo
Ants Laikmaa je najbolj znan po pastelnem slikarstvu. V Estonijo je prinesel impresionizem in pogosto slikal pokrajine, večinoma z ostrimi barvami. Znani so tudi njegovi portreti intelektualne in umetniške elite Estonije. Bil je tudi politično aktiven. Predvsem je spodbujal izobraževanje in promocijo estonske umetnosti ter bil eden od ustanoviteljev Estonskega narodnega muzeja (Eesti Rahva Muuseum) v Tartuju.

## Najbolj znana dela
- Avtoportret (1902)
- Lääne neiu (1903; 'Deklica iz okraja Lääne')
- Portret Marie Under (1904)
- Vigala taat (1904; 'Starec iz Vigale')
- Portret Augusta Kitzberga (1915)

## Galerija
- Portret gospe (Tutti Schlaff) (1902)
- Portret Marie Under (1904)
- Stari Aitsam (1904)
- Portret Paula Pinna (1906)
- Portret Eugena Schäferja (1906)
- Vallinkoski (1908)
- Pokrajina Caprija (1910)
- Etna (1910)
- Nočni motiv iz Caprija (1910)
- Črni deček (1910–1912)
- Italijanski deček (1911)
- Pogled iz Caprija (1911–1912)
- Stara kmetija (1913)
- Läänemaa merija (1918)
- Portret Carla Roberta Jakobsona (1920)
- Selma (1922)
- Portret Lydia Koidula (1924)
- Portret Friedrich Reinhold Kreutzwald (1924)
- Pokrajina Taebla (1936)
- Portret Linda Eenpalu (1938)